# Gornji Klakar
Gornji Klakar (szerbül: Горњи Клакар), falu Bosznia-Hercegovinában, Brod községben, a Szerb Köztársaság északi régiójában. 

## Fekvése
A település Bosznia-Hercegovina északi részén, Dobojtól légvonalban 35, közúton 83 km-re északra, községközpontjától légvonalban 13, közúton 17 km-re délkeletre fekvő dombvidéken, 98-192 méteres magasságban fekszik.

## Népessége
| Nemzetiségi csoport | Népesség 1991 | Népesség 2013 |
| ------------------- | ------------- | ------------- |
| Szerb               | 664           | 443           |
| Bosnyák             | 0             | 0             |
| Horvát              | 45            | 5             |
| Jugoszláv           | 40            | 0             |
| Egyéb               | 6             | 2             |
| Összesen            | 755           | 450           |

## Története
A régészeti leletek tanúsága szerint Klakar területe már az őskortól fogva lakott volt. Gornji Klakaron két helyen is újkőkori települések maradványai kerültek elő.
Az egykor egységes Klakar település 1878-ig tartozott az Oszmán Birodalomhoz. Ekkor a berlini kongresszus határozata alapján az Osztrák-Magyar Monarchia része lett. 1879-ben az első osztrák-magyar népszámlálás során a brodi járáshoz tartozó településnek 98 háztartása és 583 ortodox lakosa volt. 1910-ben a Brodi járáshoz tartozó Gornji Klakar településen 93 háztartást, 524 ortodox és 14 római katolikus lakost találtak. A monarchia szétesésével 1918-ban előbb a Szerb-Horvát-Szlovén Királyság, majd 1929-től a Jugoszláv Királyság része lett. 1921-ben a Brodi járáshoz tartozó Gornji Klakar településnek 632 lakosa volt, közülük 557 ortodox, 68 római katolikus és 7 evangélikus volt.Az 1929-es törvény értelmében, amikor Bosznia-Hercegovinát négy banovinára, Drinskára, Vrbaskára, Zetskára és Primorskára osztották, a település a Vrbaska banovina (Orbászi Bánság) része lett, amelynek székhelye Banja Luka volt. 1939-ben a közigazgatás átszervezésével a Hrvatska banovina (Horvát Bánság) része lett.
A második világháborúban Jugoszlávia megszállása után a Független Horvát Állam (NDH) része lett. A második világháború után 1992-ig a település a szocialista Jugoszlávia keretében a Bosznia-Hercegovinai Népköztársaság része volt. A boszniai háború idején a falu horvát lakosságát elüldözték. A boszniai háborút lezáró daytoni békeszerződés rendelkezése alapján az ország területét felosztották a Bosznia-hercegovinai Föderáció és a boszniai Szerb Köztársaság között. A békeszerződés utáni területmegosztási megállapodás értelmében a település a Boszniai Szerb Köztársasághoz került. 

## Nevezetességei
- Lanište – őskori település maradványai. A lelőhely a Száva partjától kissé távolabb emelkedő alacsony dombon található. A 19. század végén, a Száva töltésének építése előtt fedezték fel. Mivel a töltés átvágja, két, eltérő nagyságú részből áll. Az 1960-as években B. Belić végzett itt kisebb feltárásokat és a kultúrrétegben újkőkori (sopoti kultúra) és kőrézkori település maradványait találta.[4]

- Selište – őskori település maradványai. Egy dombtetőn a vastag kultúrrétegben úskőkori település maradványai találhatók. A leletek többségét megmunkált kövek és égetett agyagedények töredékei képezik.[4]